# Prionus heroicus
Prionus heroicus är en skalbaggsart som beskrevs av Semenov 1908. Prionus heroicus ingår i släktet Prionus och familjen långhorningar. Inga underarter finns listade i Catalogue of Life.